# Биляна Гавазова
Биляна Гавазова е българска журналистка, водеща на сутрешния блок на Би Ти Ви „Тази сутрин“ от 1 март 2021 г. до 22 февруари 2022 г.

## Детство и образование
Биляна Гавазова е родена на 17 март 1981 г. в Шумен, където завършва гимназия с профил „История“. След това завършва Шуменския университет „Епископ Константин Преславски“ със специалност „История“.

## Кариера
Професионалният ѝ път започва като репортерка в Дарик радио – Шумен, впоследствие става водеща, а по-късно и главна редакторка на регионалната станция. Кариерата ѝ продължава в Дарик радио – София, като водеща на бизнес новини и сутрешен блок.
През 2010 г. преминава в телевизия PRO.BG, където работи като репортерка, което я отвежда до началото на работата ѝ в bTV.
През 2014 г., в екип с Антон Хекимян, става водеща на „Тази сутрин“ по Би Ти Ви. След отпуск по майчинство, през 2016 г. Биляна Гавазова се завръща в ефир като водеща на рубриката „Чети етикета“ в рамките на сутрешния блок. От началото на 2017 г. води сутрешните и обедни новинарски емисии на Би Ти Ви заедно с Денислав Борисов.
От 1 март 2021 г. започва да води отново сутрешния блок на bTV „Тази сутрин“ заедно със Златимир Йочев. През март 2022 г., след близо 11 години в медията, журналистката напуска bTV Media Group по собствено желание.